# پاتکولاگولا
پاتکولاگولا (به لاتین: Patkolagolla) یک منطقهٔ مسکونی در سری‌لانکا است که در استان مرکزی (سری‌لانکا) واقع شده‌است.